# 加太村
加太村（かぶとむら）は三重県の中部、鈴鹿郡に属していた村。現在の亀山市西端部にあたる。

## 地理
- 山：那須ヶ原山
- 峠：加太越、蝙蝠峠
- 河川：鈴鹿川

## 歴史
- 1889年（明治22年）4月1日 - 町村制の施行により、近世以来の加太村が単独で自治体を形成。
- 1955年（昭和30年）4月17日 - 関町・坂下村と合併し、改めて関町が発足。同日加太村廃止。
- 1956年（昭和31年）8月1日 - 旧村域の関町大字加太一ツ家が阿山郡柘植町（現・伊賀市）に編入。

## 交通

### 鉄道路線
- 日本国有鉄道
  - 関西本線
    - 加太駅 - 中在家信号場

### 道路
- 国道25号